# Cymodusa taprobanica
Cymodusa taprobanica är en stekelart som först beskrevs av Cameron 1905.  Cymodusa taprobanica ingår i släktet Cymodusa och familjen brokparasitsteklar. Inga underarter finns listade i Catalogue of Life.